# Faustino Armendáriz Jiménez
Faustino Armendáriz Jiménez (* 23. Juli 1955 in Magdalena de Kino, Bundesstaat Sonora, Mexiko) ist ein mexikanischer Geistlicher und römisch-katholischer Erzbischof von Durango.

## Leben
Faustino Armendáriz Jiménez empfing am 11. September 1982 das Sakrament der Priesterweihe für das Erzbistum Hermosillo.
Am 4. Januar 2005 ernannte ihn Papst Johannes Paul II. zum Bischof von Matamoros. Der Erzbischof von Monterrey, Francisco Robles Ortega, spendete ihm am 23. Februar desselben Jahres die Bischofsweihe; Mitkonsekratoren waren der Apostolische Nuntius in Mexiko, Erzbischof Giuseppe Bertello, und der Bischof von Toluca, Francisco Javier Chavolla Ramos.
Am 20. April 2011 bestellte ihn Papst Benedikt XVI. zum Bischof von Querétaro.
Papst Franziskus ernannte ihn am 21. September 2019 zum Erzbischof von Durango. Die Amtseinführung erfolgte am 21. November desselben Jahres.